# Vornic
Vornic (din slavonă dvorĭnikŭ) reprezenta statutul de mare dregător, însărcinat cu supravegherea Curții Domnești. El conducea treburile interne ale țării, având și atribuții judecătorești: locțiitor al domnului în acel gen de probleme.
În secolul al XVI-lea în Moldova existau doi mari vornici: Vornic de Țara de Jos și Vornic de Țara de Sus.
Vornicii erau boieri divăniți, judecători, existând diferite ranguri spre exemplu cei de rangul al treilea și al patrulea aveau în subordine câte șase vornici de rangul al II-lea, care judecau litigiile de încălcare a hotarelor și primeau de la vistierie fiecare câte 500 de taleri lunar și venituri anuale de 9.000 de taleri.  
Totodată exista și un Mare Vornic al obștirilor, acesta era mai mare peste așezămintele de binefaceri și cutia milosteniilor, aduna veniturile cutiei din diverse slujbe și dregătorii, împărțindu-le boierilor scăpătați, săracilor, și orfanilor, conform catastifului primit de la Mitropolie și Divan. Primea lunar 500 de taleri de la vistierie și 100 de taleri de la cutie. Marele Vornic de poliție era boier care aduna impozitele, furniza carele, salohorii și alte dări cerute de la locuitorii orașului, primind salariul lunar de 400 de taleri de la vistierie.

 Acest articol despre un subiect legat de  istoria României este deocamdată un ciot. Puteți ajuta Wikipedia prin completarea sa.